# Чемпіон (Небраска)
Чемпіон (англ. Champion) — переписна місцевість (CDP) в США, в окрузі Чейс штату Небраска. Населення — 115 осіб (2020).

## Географія
Чемпіон розташований за координатами 40°28′15″ пн. ш. 101°44′42″ зх. д. / 40.47083° пн. ш. 101.74500° зх. д. (40.470854, -101.744895).  За даними Бюро перепису населення США в 2010 році переписна місцевість мала площу 0,64 км², з яких 0,62 км² — суходіл та 0,02 км² — водойми.

## Демографія
Згідно з переписом 2010 року, у переписній місцевості мешкали 103 особи в 48 домогосподарствах у складі 27 родин. Густота населення становила 161 особа/км².  Було 62 помешкання (97/км²).
Расовий склад населення:
| - 97,1 % — білих - 1,0 % — корінних американців - 1,9 % — осіб інших рас |

До двох чи більше рас належало 0,0 %. Частка іспаномовних становила 5,8 % від усіх жителів.
За віковим діапазоном населення розподілялося таким чином: 15,5 % — особи молодші 18 років, 64,1 % — особи у віці 18—64 років, 20,4 % — особи у віці 65 років та старші. Медіана віку мешканця становила 50,8 року. На 100 осіб жіночої статі у переписній місцевості припадало 114,6 чоловіків;  на 100 жінок у віці від 18 років та старших — 107,1 чоловіків також старших 18 років.
За межею бідності перебувало 70,3 % осіб, у тому числі 100,0 % дітей у віці до 18 років та 100,0 % осіб у віці 65 років та старших.
Цивільне працевлаштоване населення становило 37 осіб. Основні галузі зайнятості: оптова торгівля — 37,8 %, будівництво — 37,8 %, мистецтво, розваги та відпочинок — 24,3 %.